# Coen (Australia)
Coen es un pequeño pueblo ubicado sobre la carretera principal en el interior de la Península del Cabo York en el extremo norte del estado australiano de Queensland. Forma parte del área de gobierno local del shire de Cook. Según el censo de 2006, Coen contaba con una población de 253 personas.

## Descripción e historia

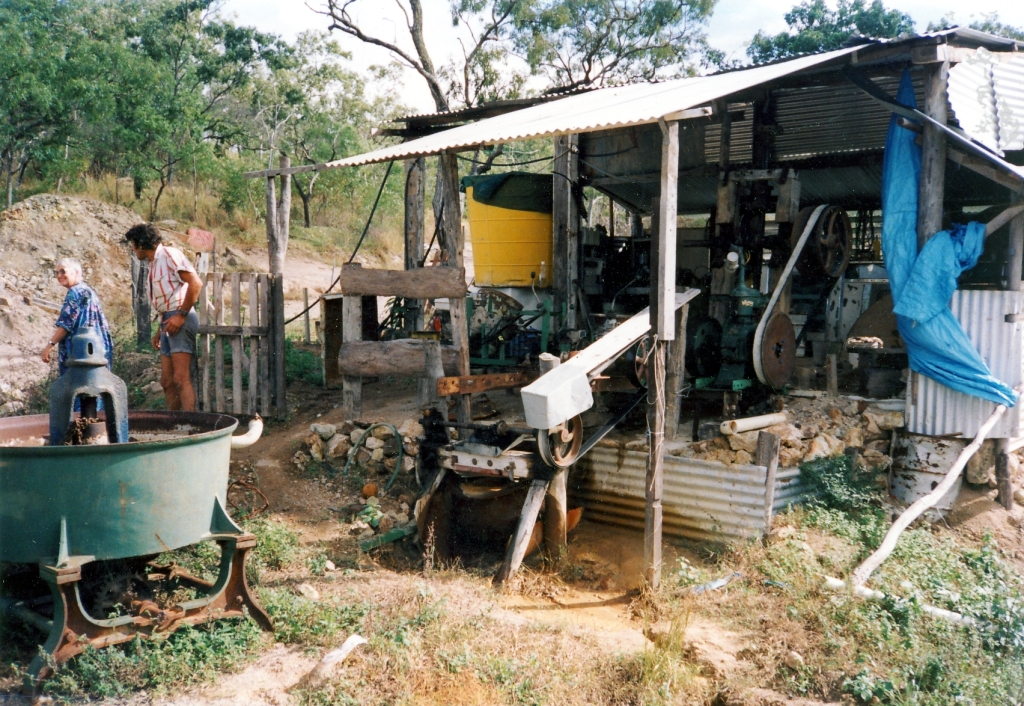
Mina de oro próxima a Coen (1990)

En 1876 se descubrió oro en el río Coen. La localidad de Coen fue creada como un pequeño fuerte construido por mineros de oro y prospectores en mayo de 1877, pero esta primera fiebre del oro llegó rápidamente a su fin, y el asentamiento no se recuperó sino hasta 1883. Se convirtió en un centro para varias minas de oro pequeñas en la región hasta que en 1893 la Gran Mina del Norte hizo importantes descubrimientos y el pueblo se convirtió en un lugar más sustancial.
La mina continuó operando hasta 1916 y produjo aproximadamente 1617 kilogramos de oro (52 000 onzas troy) antes de cerrar.
Hoy en día Coe provee servicios a la región, y es un importante punto de abastecimiento sobre el largo camino sin pavimentar que lleva a Weipa y otras comunidades del norte. Es un punto de parada popular para los turistas que viajan a la punta del Cabo York - la parte más norteña del continente australiano.
Cuenta con una pista de aterrizaje en el Aeropuerto Coen (24 kilómetros al norte del pueblo), una biblioteca pública, un hotel/motel, una casa de huéspedes, dos supermercados y gasolineras, un hospital, una oficina de correos, una estación de policía, lugares para acampar, un kindergarten, estación de rangers y otros. Existen servicios de transporte aéreo a Lockhart y Cairns cuatro veces por semana.
Coen es un destino ideal para los aficionados a la ornitología: existen buenos alojamientos y una gran y variada fauna de aves con especies de los bosques tropicales, de monsón y costeros.

## Lugares de Herencia cultural
Coen cuenta con varios lugares listados como herencia cultural del estado de Queensland:
- Yacimiento de Oro de Wenlock[4]
- Coleman Close: Coen Carrier Station[5]
- Ebagoola Township and Battery[6]

## Más información
- McIvor, Roy (2010). Cockatoo: My Life in Cape York. Stories and Art. Roy McIvor. Magabala Books. Broome, Western Australia. ISBN 978-1-921248-22-1.

- Datos: Q2522178
- Multimedia: Coen, Queensland / Q2522178